# StorageTek tape formats
StorageTek社は複数の磁気テープフォーマットを過去に作製している。これら製品群は巨大なコンピューターシステムで広く使われており、通常はテープライブラリと併せて利用される。最新のテープフォーマットはT10000である。StorageTekの競合は元々 IBMであり、2005年にサン・マイクロシステムズに、再び2009年にオラクルに買収された後もこの状況は続いている。

## フォーマット
これまでのフォーマットは以下のテーブルの通りである。
| フォーマット   | 発売年 | 非圧縮容量 (GB) | 転送速度 (MB/s) | ロード時間 (s) | リール         | 発売アナウンス |
| -------------- | ------ | --------------- | --------------- | -------------- | -------------- | -------------- |
| 4480           |        | 0.04            | 3               | 8              | シングルリール |                |
| 4490           |        | 0.80            | 4.5             | 8              | シングルリール |                |
| 9490           | 1994   | 0.40-0.80       | 18-20           | 4.3            | シングルリール |                |
| SD-3           | 1995   | 10-50           | 11-18           | 17             | シングルリール |                |
| T9840A "Eagle" | 1998   | 20              | 10              | 12             | デュアルリール |                |
| T9840B         | 2001   | 20              | 19              | 12             | デュアルリール |                |
| T9840C         | 2003   | 40              | 30              | 12             | デュアルリール |                |
| T9840D         | 2008   | 75              | 30              | 16.5           | デュアルリール |                |
| T9940A         | 2000   | 60              | 10-35           | 18             | シングルリール |                |
| T9940B         | 2002   | 200             | 30-70           | 18             | シングルリール |                |
| T10000A        | 2006   | 500             | 120             | 16.5           | シングルリール |                |
| T10000B        | 2008   | 1000            | 120             | 16.5           | シングルリール |                |
| T10000C        | 2011   | 5000            | 252             | 13.1           | シングルリール |                |
| T10000D        | 2013   | 8000            | 252             | 13.0           | シングルリール |                |

ドライブの通信インターフェースはESCON、Fibre Channel、SCSI、FCoE等が利用される。

### SD-3 (Redwood)
ヘリカルスキャン方式を採用した1/2インチのテープフォーマット。 容量の異なる3種類のカートリッジが提供され、それぞれ10、25、50 GBである。 これらの違いはテープ長と、識別のためにカートリッジに貼付されるバーコードラベルの文字列がA, B, Cとなっている事である。なお、この識別子はPowderhornと呼ばれるテープライブラリで読む事が出来る。
ドライブはパナソニックのプロ用ビデオ記録システムを基に、デジタルデータ記録に合うように改良された。  その結果、重厚長大でかなり複雑なドライブになった。 維持は困難であったものの、メディアの低廉性から一定のユーザーに人気を博した。

### 9840シリーズ
9840シリーズはオーディオテープのように、デュアルハブ機構を採用している。これによりテープ長が短くなり、カートリッジの記録容量は小さくなるが、テープをドライブにロードする時間は高速になる。 テープ容量は現行のLTOと比較して1/5程度であったにもかかわらず、テープドライブの価格は大変に高価であった。

### T10000
T10000はOracle/Sun StorageTekの最新のテープドライブ /カートリッジ製品群である。初版のモデルであるT10000は、容量500 GB、転送速度120 MB/秒である。 ここから2回のアップデートがあり、初めに容量1 TBをサポートしたT10000Bドライブが発売された。 2011年1月には T10000Cドライブが発売され、新世代のテープカートリッジであるT2との組み合わせで5 TBの容量を実現した。2013年9月にはT10000Dドライブが発表され、T2カートリッジを用いて容量 8.5 TBを達成した。